# Lieja-Bastogne-Lieja 2016
La Lieja-Bastogne-Lieja 2016 fou l'edició número 102 de la clàssica ciclista Lieja-Bastogne-Lieja. Es disputà el diumenge 24 d'abril de 2016 sobre un recorregut de 253,0 km. Va ser la tretzena prova de l'UCI World Tour 2016. Aquesta era la darrera de les tres curses de les Ardenes, després de l'Amstel Gold Race i la Fletxa Valona.
El vencedor fou el neerlandès Wout Poels (Team Sky), que s'imposà a l'esprint a Michael Albasini (Orica-GreenEDGE) i Rui Costa (Lampre-Merida).

## Equips participants
En ser la Lieja-Bastogne-Lieja una cursa de l'UCI World Tour els 18 equip amb categoria World Tour tenen el dret i obligació a prendre-hi part. A banda, l'organitzador ASO va convidar a set equips continentals professionals, per totalitzar un gran grup de 25 equips i 200 corredors.
| Núm.    | Codi | Equip                 |
| ------- | ---- | --------------------- |
| 1-8     | MOV  | Movistar Team         |
| 11-18   | EQS  | Etixx-Quick Step      |
| 21-28   | KAT  | Team Katusha          |
| 31-38   | LAM  | Lampre-Merida         |
| 41-48   | TNK  | Team Tinkoff          |
| 51-58   | ALM  | AG2R La Mondiale      |
| 61-68   | SKY  | Team Sky              |
| 71-78   | AST  | Astana Qazaqstan Team |
| 81-88   | DDD  | Dimension Data        |
| 91-98   | OGE  | Orica-GreenEDGE       |
| 101-108 | WGG  | Wanty-Groupe Gobert   |
| 111-118 | COF  | Cofidis               |
| 121-128 | LTS  | Lotto Soudal          |

| Núm.    | Codi | Equip                       |
| ------- | ---- | --------------------------- |
| 131-138 | BOA  | Bora-Argon 18               |
| 141-148 | IAM  | IAM Cycling                 |
| 151-158 | TGA  | Team Giant-Alpecin          |
| 161-168 | DEN  | Direct Énergie              |
| 171-178 | BMC  | BMC Racing Team             |
| 181-188 | CPT  | Cannondale                  |
| 191-198 | TFS  | Trek-Segafredo              |
| 201-208 | TLJ  | Team LottoNL-Jumbo          |
| 211-218 | ROO  | Roompot Oranje Peloton      |
| 221-228 | FDJ  | FDJ                         |
| 231-238 | TSV  | Topsport Vlaanderen-Baloise |
| 241-248 | FVC  | Fortuneo-Vital Concept      |

## Recorregut
| Núm. | Nom                          | Km    | Llargada | Pendent | Km arribada |
| ---- | ---------------------------- | ----- | -------- | ------- | ----------- |
| 1    | Cota de la Roche-en-Ardenne  | 78,5  | 2.800    | 6,2 %   | 174,5       |
| 2    | Cota de Saint-Roch           | 125   | 1.000    | 11,2 %  | 128         |
| 3    | Cota de Wanne                | 168,5 | 2.800    | 7,4 %   | 84,5        |
| 4    | Cota de la Haute-Levée       | 179   | 3.600    | 5,6 %   | 74          |
| 5    | Coll de Rosier               | 192   | 4.400    | 5,9 %   | 61          |
| 6    | Cota de Maquisard            | 204,5 | 2.000    | 5 %     | 48,5        |
| 7    | Cota de La Redoute           | 216,5 | 2.000    | 8,9 %   | 36,5        |
| 8    | Cota de la Roche aux faucons | 232,5 | 1.300    | 11 %    | 20,5        |
| 9    | Cota de Saint-Nicolas        | 246,5 | 1.200    | 8,6 %   | 6,5         |
| 10   | Cota del carrer Naniot       | 250,5 | 600      | 10,5 %  | 2,5         |

## Classificació final
|    | Ciclista                | Equip                 | Temps      | UCI World Tour Punts |
| -- | ----------------------- | --------------------- | ---------- | -------------------- |
| 1  | Wout Poels (NED)        | Team Sky              | 6h 24' 29" | 100                  |
| 2  | Michael Albasini (SUI)  | Orica-GreenEDGE       | m. t.      | 80                   |
| 3  | Rui Costa (POR)         | Lampre-Merida         | m. t.      | 70                   |
| 4  | Samuel Sánchez (ESP)    | BMC Racing Team       | + 4"       | 60                   |
| 5  | Ilnur Zakarin (RUS)     | Team Katusha          | + 9"       | 50                   |
| 6  | Warren Barguil (FRA)    | Team Giant-Alpecin    | + 11"      | 40                   |
| 7  | Roman Kreuziger (CZE)   | Team Tinkoff-Saxo     | + 12"      | 30                   |
| 8  | Joaquim Rodríguez (CAT) | Team Katusha          | + 12"      | 20                   |
| 9  | Bauke Mollema (NED)     | Trek-Segafredo        | + 12"      | 10                   |
| 10 | Diego Rosa (ITA)        | Astana Qazaqstan Team | + 12"      | 4                    |